# Salomon Group
Salomon Group este o companie franceză producătoare de echipament sportive și îmbrăcăminte outdoor de calitate superioară pentru activități montane, concepute atât pentru amatori, cât și pentru profesioniști.
Firma a fost deținută timp de 8 ani de Adidas (din 1997) iar din 2004 de producătorul finlandez Amer Sports.
Originară din Franța, firma Salomon produce anual 12 milioane de produse, din care 15% se realizează în uzinele proprii, iar restul de 85% prin subcontractări în Europa și Asia.
Cei mai importanți concurenți ai mărcii Salomon sunt companiile Rossignol din Franța, Head din Austria.
În anul 2004, compania avea 2.800 de angajați la nivel mondial.
În 2002, Salomon a realizat o cifră de afaceri globală de aproape 700 de milioane de euro.

## Salomon
Cifra de afaceri
- 2003: 1,7 milioane euro [5]
- 2002: 1,5 milioane euro [4]